# Patrick Patterson (Basketballspieler)
Patrick Davell Patterson (* 14. März 1989 in Washington, D.C.) ist ein US-amerikanischer Basketballspieler.

## Karriere

### Houston Rockets (2010 bis 2013)
Am 24. Juni 2010 wurde Patrick Patterson an 14. Stelle im NBA-Draft 2010 von den Houston Rockets ausgewählt. Kurz nach Saisonbeginn schickten ihn die Rockets am 10. November zu den Rio Grande Valley Vipers in die NBA D-League. Nach neun Spielen holten die Rockets ihn zurück in den Kader und am 15. Dezember, bei der 105:117-Niederlage gegen die Oklahoma City Thunder, gab Patterson sein Debüt in der NBA. Insgesamt machte Patterson in der Saison 2010/11 52 Spiele mit durchschnittlich 6,3 Punkten und 3,9 Rebounds.
In der Saison 2011/12 erhielt Patterson mehr Spielzeit bei den Rockets, mit denen er am Ende der Saison nur knapp die Play-offs verpasste. Am 26. März führte Patterson die Rockets mit einer Karrierebestleistung von 24 Punkten zum Sieg über die Sacramento Kings.

### Sacramento Kings (2013)
Am 21. Februar 2013 wurde Patterson zusammen mit seinem Teamkollegen Cole Aldrich und Tony Douglas von den Rockets zu den Sacramento Kings transferiert. Im Rahmen dieses Deals erhielten die Rockets von den Kings unter anderem Thomas Robinson und Francisco Garcia.

### Toronto Raptors (2013–2017)
November 2013 wurde Patterson von den Kings zu den Toronto Raptors transferiert. Im Gegenzug wechselte unter anderem Forward Rudy Gay nach Sacramento.

### Oklahoma City Thunder (2017–2019)
2017 unterschrieb Patterson einen Vertrag bei den Oklahoma City Thunder.

### Los Angeles Clippers (2019–2021)
Im Jahr 2019 unterzeichnete Patterson einen Einjahresvertrag bei den Los Angeles Clippers. Nach Vertragsende wurde er Free Agent und unterschrieb im November 2020 erneut bei den Clippers für ein weiteres Jahr.

### Aktuelles
Nach der Vertragserfüllung bei den Clippers nahm er im September 2021 an einem Trainingscamp bei den Portland Trailblazers teil.

## Karriere-Statistiken

### NBA

#### Reguläre Saison
| Saison  | Team                 | GP  | GS | MPG  | FG % | 3P % | FT % | RPG | APG | SPG | BPG | PPG  |
| ------- | -------------------- | --- | -- | ---- | ---- | ---- | ---- | --- | --- | --- | --- | ---- |
| 2010–11 | Houston              | 52  | 6  | 16.7 | .558 | .000 | .714 | 3.8 | 0.8 | 0.3 | 0.7 | 6.3  |
| 2011–12 | Houston              | 64  | 1  | 23.2 | .440 | .000 | .702 | 4.5 | 0.8 | 0.4 | 0.6 | 7.7  |
| 2012–13 | Houston / Sacramento | 71  | 41 | 25.0 | .512 | .386 | .762 | 4.7 | 1.1 | 0.4 | 0.6 | 10.4 |
| 2013–14 | Sacramento / Toronto | 65  | 13 | 23.6 | .460 | .364 | .704 | 5.3 | 1.2 | 0.8 | 0.6 | 8.5  |
| 2014–15 | Toronto              | 81  | 4  | 26.6 | .449 | .371 | .788 | 5.3 | 1.9 | 0.7 | 0.5 | 8.0  |
| 2015–16 | Toronto              | 79  | 0  | 25.6 | .414 | .362 | .853 | 4.3 | 1.2 | 0.7 | 0.4 | 6.9  |
| 2016–17 | Toronto              | 65  | 8  | 24.6 | .401 | .372 | .717 | 4.5 | 1.2 | 0.6 | 0.4 | 6.8  |
| 2017–18 | Oklahoma City        | 82  | 3  | 15.5 | .398 | .386 | .870 | 2.4 | 0.7 | 0.6 | 0.3 | 3.9  |
| 2018–19 | Oklahoma City        | 63  | 5  | 13.7 | .374 | .336 | .633 | 2.3 | 0.5 | 0.3 | 0.2 | 3.6  |
| 2019–20 | L.A. Clippers        | 59  | 18 | 13.2 | .408 | .390 | .814 | 2.6 | 0.7 | 0.1 | 0.1 | 4.9  |
| Gesamt  | Gesamt               | 681 | 99 | 21.1 | .448 | .369 | .755 | 4.0 | 1.0 | 0.5 | 0.4 | 6.7  |

#### Play-offs
| Saison  | Team          | GP | GS | MPG  | FG %  | 3P %  | FT %  | RPG | APG | SPG | BPG | PPG  |
| ------- | ------------- | -- | -- | ---- | ----- | ----- | ----- | --- | --- | --- | --- | ---- |
| 2013–14 | Toronto       | 7  | 0  | 28.4 | .542  | .389  | .778  | 6.7 | 1.3 | 0.4 | 0.4 | 10.4 |
| 2014–15 | Toronto       | 4  | 1  | 26.5 | .556  | .467  | 1.000 | 3.5 | 1.3 | 0.8 | 0.0 | 10.3 |
| 2015–16 | Toronto       | 20 | 9  | 29.2 | .404  | .300  | .846  | 3.9 | 1.2 | 0.4 | 0.5 | 7.7  |
| 2016–17 | Toronto       | 10 | 1  | 18.5 | .278  | .308  | 1.000 | 2.0 | 2.0 | 0.7 | 0.2 | 3.4  |
| 2017–18 | Oklahoma City | 6  | 0  | 9.6  | .500  | .500  |       | 1.8 | 0.5 | 0.2 | 0.0 | 1.3  |
| 2019–20 | L.A. Clippers | 2  | 0  | 5.0  | 1.000 | 1.000 |       | 0.5 | 2.0 | 0.0 | 0.0 | 4.5  |
| Gesamt  | Gesamt        | 49 | 10 | 23.3 | .438  | .353  | .852  | 3.5 | 1.3 | 0.4 | 0.3 | 6.5  |